# التسلسل الزمني لجائحة كورونا 2019-2020 من نوفمبر إلى ديسمبر
قيد التطوير

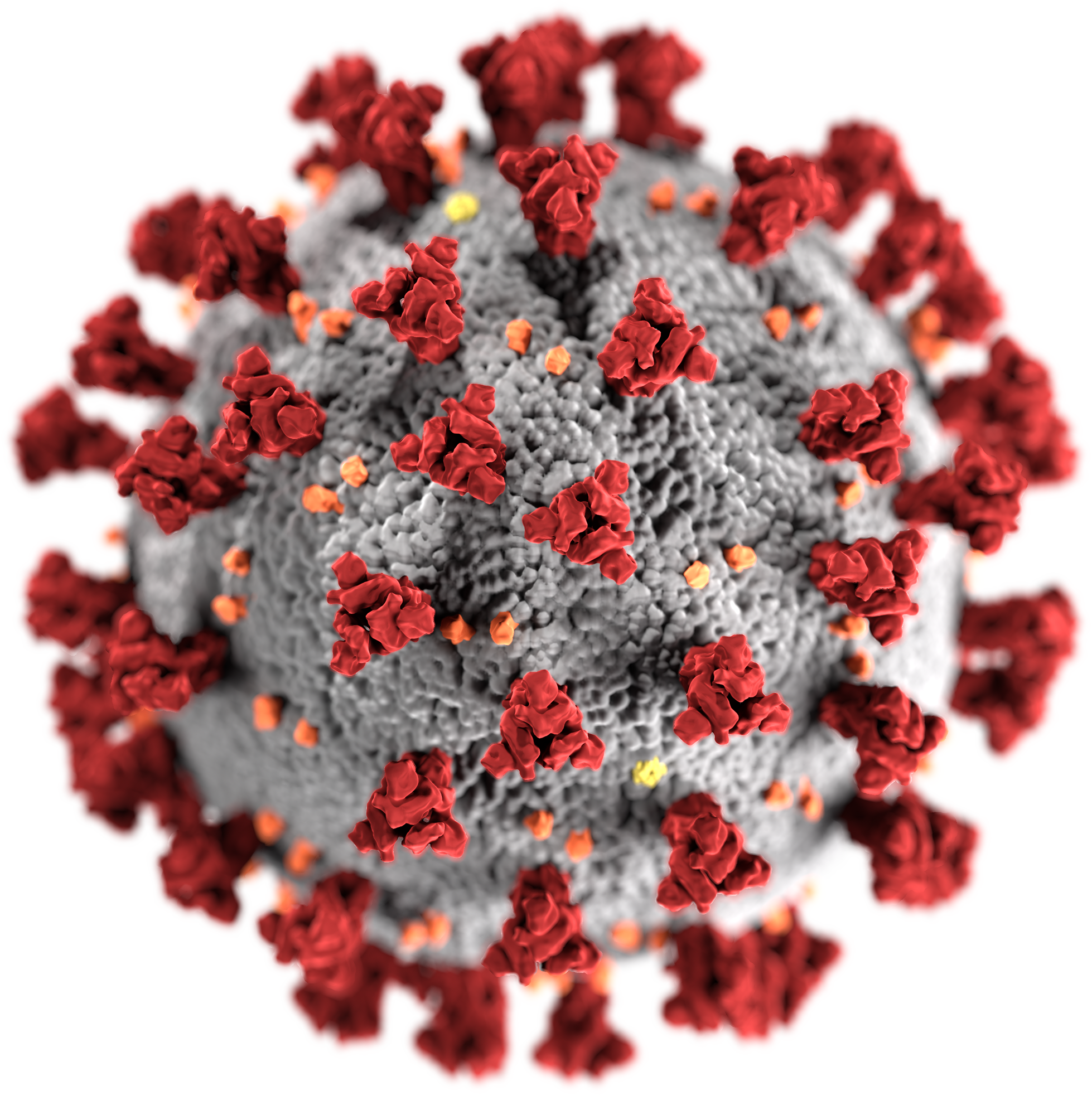

يوثق هذا المقال التسلسل الزمني وعلم الأوبئة لمتلازمة الالتهاب الرئوي الحاد وهو فايروس كورونا 2 (SARS-CoV-2)، إذ أنه الفيروس المسؤول عن جائحة الفيروس التاجي 2019-2020، والذي تم اكتشافه لأول مرة في ووهان، الصين. قد تصبح بعض التطورات معروفة أو مفهومة بالكامل في وقت لاحق. (ينقسم هذا المخطط الزمني الشامل إلى أقسام ومقالات شهرية: يغطي هذا القسم الزمني من نوفمبر إلى ديسمبر 2019، ويغطي القسم التالي كانون الثاني (يناير) 2020، وهكذا.)

## التسلسل الزمني الوبائي
أواخر نوفمبر 2019
وفقًا لتحليل الجينات النشوئي لـ SARS-CoV-2 يعود أصله المتوقع لجميع الجينومات المتسلسلة إلى أواخر نوفمبر 2019، مع وجود خطأ يبلغ شهرًا واحدًا. ومن المتوقع أن يتم إدخال الفيروس إلى البشر في هذا التاريخ، على سبيل المثال من حيوان، أو يمكن أنه دخل من قبل نوفمبر حيث كان لديه طفرة تجعله أقل عدوى.
وعلى الرغم من ذلك في تقرير إخباري صادر عن ساوث تشاينا مورنينج بوست في 13 مارس 2020، اقترح أن رجلًا يبلغ من العمر 55 عامًا، من الممكن أنه أصيب في 17 نوفمبر 2019.
1 ديسيمبر
```
كشفت دراسة نُشرت في مجلة The Lancet في 24 يناير 2020 أن أقرب حالة مؤكدة مختبريًا لـ COVID-19 كانت تعود لرجل بدأت أعراضه في 1 ديسمبر 2019، وإنه لم يذهب إلى سوق هوانان للمأكولات البحرية بالجملة في ووهان. ولم يتم العثور على أي صلة وبائية بينه وبين الآخرين في المجموعة المؤكدة الأولى من 41 حالة، والتي تم اكتشافها في الغالب باستخدام نظام الترصد الوطني للالتهاب الرئوي.
[
7
]
[
8
]
[
9
]
[
10
]
 ولم يصب أي من أفراد أسرته بالمرض.
[
7
]
 وأكدت خدمة بي بي سي الصينية في وقت لاحق أنهم تلقوا معلومات من ونجوان وو، أحد مؤلفي مجلة لانسيت والذي كان أحد كبار الأطباء في مستشفى جينانتان في ووهان، أن هذا الرجل الأول كان في السبعينيات من عمره، مصابًا بمرض الزهايمر، وعاش حياته في ركوب الحافلات بعيدًا عن السوق ولم يخرج من بيته.
[
11
]
[
12
]
```

10 ديسمبر
```
ذكرت صحيفة وول ستريت جورنال في 6 مارس 2020 أن إحدى الحالات الأولى المتأثرة كانت لتاجر مأكولات بحرية يبلغ من العمر 57 عامًا يعمل في سوق هوانان للمأكولات البحرية بالجملة، والذي بدأت أعراضه في 10 ديسمبر.
[
13
]
[
14
]
```

12 ديسمبر
```
تم تسجيل أول ظهور لأعراض الالتهاب الرئوي لمسببات غير معروفة في وقت واحد في 12 ديسمبر، عندما أبلغت السلطات الصينية عن حالات مشتبه فيها واستمرت حتى 5 يناير 2020.
[
15
]
```

16 ديسمبر
من بين الحالات الـ 41 الأولى للمختبر المؤكدة للسارس CoV-2، والتي تم الكشف عنها لاحقًا في The Lancet ، كانت أول حالة دخول للمستشفى في 16 ديسمبر 2019.
18 -29 ديسمبر
تم إدخال خمسة أشخاص مصابين بالالتهاب الرئوي الحاد إلى مستشفى Wuhan Jin Yin-Tan في الفترة من 18 إلى 29 ديسمبر في بداية تفشي المرض، وكانوا موضوع دراسة نشرت في يناير 2020 في المجلة الطبية الصينية. حيث تم جمع سائل من القصبات الهوائية (BAL) والذي تم استخدامه في نهاية المطاف لتسلسل الجينوم الفيروسي من هؤلاء المرضى بين 24 ديسمبر و 1 يناير. في دراسة أخرى نُشرت لاحقًا في Nature ، وتم جمع عينات من 7 مرضى من وحدة العناية المركزة في 30 ديسمبر وتم إرسالها إلى المختبر في معهد ووهان للفيروسات لتشخيص العامل المسبب للمرض. ولم يثبت أن المريض ICU-01 مرتبط بسوق ووهان للمأكولات البحرية، لكن الستة الآخرين كانوا إما بائعين أو عمال توصيل في السوق.
21 ديسمبر
نشر علماء الأوبئة الصينيون مقالًا على CCDC Weekly (المركز الصيني لمكافحة الأمراض والوقاية منها) في 21 يناير 2020 ينص على أن المجموعة الأولى من المرضى الذين يعانون من «الالتهاب الرئوي لسبب غير معروف» حدثت بداية 21 ديسمبر 2019 وأن الفيروس كان أكثر انتشارًا عند كبار السن البالغون.
24 ديسمبر
أخذ أطباء من المستشفى المركزي في ووهان عينات سوائل من رئتي عامل توصيل يبلغ من العمر 65 عامًا كان يعمل في سوق ووهان للمأكولات البحرية وأرسلها إلى Vision Medicals ، قوانغتشو، للاختبار.
25 ديسمبر
وفقًا لصحيفة تشاينا يوث ديلي، قالت مديرة أمراض الجهاز الهضمي بمستشفى ووهان الخامس لو شياوهونج إنها سمعت أن بعض العاملين في المستشفى قد يصابون في 25 ديسمبر.
26-27 ديسمبر
```
قامت تشانغ جيشي مديرة قسم الرعاية التنفسية والعناية المركزة في مستشفى مقاطعة هوبي للطب الصيني والغربي المتكامل، بفحص زوجين مسنين قدموا إلى المستشفى وكانوا يعانون من الحمى والسعال في 26 ديسمبر 2019.
[
19
]
 وبعد أن لاحظت أن الأشعة المقطعية على صدورهم أظهرت نمطًا مختلفًا عن الالتهاب الرئوي الفيروسي الآخر، طلبت من ابن الزوجين إجراء فحص ووجدت نفس النمط، على الرغم من أنه لم يكن لديه أي أعراض. ووصل مريض آخر وهو تاجر من سوق هوانان للمأكولات البحرية بالجملة، إلى المستشفى وهو يعاني من الحمى والسعال في ذلك اليوم. وأبلغت تشانغ عن الحالات الأربع لرؤسائها في المستشفى في 27 ديسمبر 2019، بعد أن أجرت اختبارات لاستبعاد أمراض الجهاز التنفسي المعروفة واعتقادها بأنها مرض معد.
[
6
]
[
20
]
```

```
قامت Vision Medicals بعمل تسلسل لبعض عينات السائل التي أخذت من عامل التوصيل البالغ من العمر 65 عامًا والذي أرسله المستشفى المركزي في ووهان في 27 ديسمبر. وأظهرت النتائج تشابهًا مثيرًا للقلق للفيروس التاجي سارز الفتاك بين عامي 2002 و 2003.
[
16
]
[
21
]
```

28-29 ديسمبر
خلال اليومين التاليين تلقت مقاطعة هوبي ثلاث حالات مماثلة، كلها مرتبطة بسوق المأكولات البحرية. حيث في 29 ديسمبر، عقدت إدارة المستشفى لجنة من الأطباء متعددة الأقسام خلصت إلى أن الحالات كانت غير عادية وتحتاج إلى عناية خاصة، وعندها أبلغوا النتائج التي توصلوا إليها إلى CDC الإقليمي. وشرع موظفو ووهان في مركز السيطرة على الأمراض في إجراء تحقيق ميداني ووجدوا مرضى إضافيين يعانون من أعراض مشابهة وكانوا هؤلاء المرضى لهم علاقة بالسوق. (طبقًا لمنشور اتفاقية مكافحة التصحر، فقد تم الدخول الأولي إلى مستشفى مقاطعة هوبي في 29 ديسمبر).
30 ديسمبر
تم تشخيص تقرير تسلسل وراثي من كابيتال بيو ميدلاب من بكين عن العامل المسبب لمريض يبلغ من العمر 41 عامًا، وتم جمع العينة من قبل مستشفى ووهان المركزي إذ تم تشخيصه عن طريق الخطأ بأنه فيروس متلازمة تنفسية حادة شديدة (فيروس السارس التاجي). وبذلك نبهت هذه الحادثة السلطة وبعض أطباء ووهان.
أصدرت لجنة الصحة لبلدية ووهان «إشعارًا عاجلاً بشأن العلاج المناسب للمرضى المصابين بالالتهاب الرئوي لأسباب غير معروفة» للمؤسسات الطبية الخاضعة لولايتها.
شارك العديد من الأطباء في ووهان تقرير الاختبار عبر الإنترنت، بما في ذلك لي وين ليانغ، طبيب العيون في مستشفى ووهان المركزي، الذي نشر تحذيرًا للخريجين من صف كليته الطبية عبر مجموعة WeChat في وقت متأخر بعد الظهر أن مجموعة من سبعة مرضى يعالجون في قسم طب العيون تم علاجهم بنجاح من أعراض الالتهاب الرئوي الفيروسي وتم تشخيصه بالسارس. نظرًا لأن هؤلاء المرضى لم يستجيبوا للعلاجات التقليدية، فقد تم عزلهم في قسم الطوارئ بمستشفى ووهان المركزي. في منشور WeChat ، نشر لي التشخيص الخاطئ بأن «هناك 7 حالات مؤكدة من السارس». نشر لي مقتطفًا من تحليل RNA الذي اكتشف «فيروس السارس التاجي» ومستعمرات البكتيريا الواسعة في الشعب الهوائية. وبدأت أخبار انتشار «الالتهاب الرئوي غير المعروف» تنتشر على وسائل التواصل الاجتماعي مساء 30 ديسمبر 2019. فلاحظت منظمة الصحة العالمية هذه التقارير، وسعت للحصول على مزيد من المعلومات على وجه السرعة.
31 ديسمبر
أبلغت لجنة الصحة ببلدية ووهان منظمة الصحة العالمية بـ 27 «حالة من الالتهاب الرئوي لمسببات غير معروفة (سبب غير معروف) تم اكتشافها في ووهان». وكان معظمهم من المتعثرين في سوق هوانان لبيع المأكولات البحرية بالجملة، سبعة منهم في حالة حرجة.
أصدرت لجنة الصحة لبلدية ووهان إحاطة على موقعها على الإنترنت حول تفشي الالتهاب الرئوي في المدينة، وأكدت 27 حالة وأخبرت الناس بعدم الذهاب إلى الأماكن العامة المغلقة أو التجمع. واقترحت لجنة الصحة ارتداء الكمامات عند الخروج. وكانت هناك «سلسلة متتالية من المرضى المصابين بالالتهاب الرئوي غير المبرر مؤخرًا» وهي 27 حالة مشتبه بها إجمالاً، سبع منها في حالة حرجة و 18 حالة مستقرة، اثنتان منها على وشك الخروج من المستشفى قريبًا.
أصدرت القناة 13 التليفزيونية الحكومية الصينية CCTV في نشراتها الإخبارية اليومية تحذيرا وبائيا يخبر البلاد بأسرها عن فيروس غريب وغير معروف. كما أفادت أن فريقًا من الخبراء من لجنة الصحة الوطنية وصلوا إلى ووهان في اليوم لقيادة التحقيق. وقالت صحيفة الشعب اليومية إن «السبب الدقيق لا يزال غير واضح وسيكون من السابق لأوانه التكهن».
وقال كو شيكيان وهو بائع في سوق هوانان للمأكولات البحرية، إن المسؤولين الحكوميين قاموا بتطهير المبنى في 31 ديسمبر 2019 وأخبروا المتعثرين بارتداء الكمامات. وقال تشو إنه علم فقط بانتشار الالتهاب الرئوي من التقارير الإعلامية. وقال: «اعتقدت في السابق أنهم مصابون بالأنفلونزا». «يجب ألا تكون خطيرة. نحن تجار أسماك. كيف يمكننا أن نصاب؟»
قال تاو لينا خبير الصحة العامة والمسؤول السابق في مركز شنغهاي لمكافحة الأمراض والوقاية منها، «أعتقد أننا الآن وبالنظر إلى نظام مكافحة الأمراض في الصين، قادرون على قتلها في المرحلة الأولى، وقادرون على التعامل مع حالات الطوارئ، ودعم الطب السريري». وقال أحد المسؤولين إنه لم يتم الإبلاغ عن أي إصابات بين البشر حتى الآن، وأن المزيد من الاختبارات والتحقيقات المرضية جارية.
ونتيجة للإعلان الرسمي للجنة الصحة البلدية لبلدية ووهان، شددت هونغ كونغ وماكاو وتايوان عمليات الفحص الواردة على الفور. أعلنت وزيرة الغذاء والصحة في هونغ كونغ صوفيا تشان سيو تشي بعد اجتماع ليلي عاجل مع المسؤولين والخبراء، مفاده «وضع المرضى في عزلة وهي [أي حالات مشتبه فيها] بما في ذلك عرض الحمى وأمراض الجهاز التنفسي الحادة أو الالتهاب الرئوي، وتاريخ السفر إلى ووهان في غضون 14 يوم قبل أيام من ظهور الأعراض». ذكرت تقارير وسائل الإعلام الاجتماعية أن 27 مريضًا في ووهان - معظمهم من أصحاب المماطلة في سوق هوانان للمأكولات البحرية - قد عولجوا من المرض الغامض.
أبلغت الصين وتايوان منظمة الصحة العالمية (WHO) بفيروس جديد في 31 ديسمبر 2019. في مارس 2020، زعمت تايوان أن منظمة الصحة العالمية تجاهلت تحذيرًا بشأن انتقال العدوى من شخص لآخر في بريدها الإلكتروني وفشلت في التواصل مع الدولة، وهي ليست عضوًا في منظمة الصحة العالمية بسبب الضغط الدبلوماسي من الصين. قالت تايوان إنها سمعت عن إصابة الطاقم الطبي بالبر الرئيسي، وصرح رئيس مركز السيطرة على الأمراض والوقاية منها في تايوان تشو جيه هاو أن منظمة الصحة العالمية أكدت أن منظمة الأمم المتحدة قد تلقت الرسالة لكنها لم ترد عليها. واعترضت منظمة الصحة العالمية على الادعاء بأن الرسالة الإلكترونية تحتوي على إشارة إلى انتقال العدوى من شخص لآخر، وذكرت أن المنظمة قد اعتبرت الوضع «خطيرًا جدًا» منذ التقرير الأول. اعترفت تايوان أن البريد الإلكتروني «لم يذكر بشكل مباشر وحاسم أنه كان هناك انتقال من إنسان إلى إنسان». في أبريل / نيسان، ذكرت صحيفة الجارديان أن البريد الإلكتروني التايواني تم إرساله بعد ساعات من إعلان الصين عن تفشي المرض، وأنه لا يحتوي على معلومات جديدة لمنظمة الصحة العالمية حيث حصلت المنظمة على نفس التفاصيل في اليوم السابق.
الأحداث، وردود الفعل، والتدابير في الصين القارية
20ديسيمبر 2019
في 20 ديسمبر 2019، قررت مجموعة وينر الطبية إلغاء اجتماعها التنفيذي في هوبي.
30 ديسمبر
في 30 ديسمبر 2019، أصدرت «الإدارة الطبية والإدارة الطبية للجنة الصحة لبلدية ووهان» «إشعارًا عاجلاً بشأن علاج الالتهاب لسبب غير معروف».
```
وبحلول ليلة 30 ديسمبر، أبلغت وسائل الإعلام المحلية في ووهان شعبها بـ «الإشعار العاجل» الصادر عن لجنة الصحة لبلدية ووهان. وبدأ الإشعار يتداول من خلال وسائل التواصل الاجتماعي في الصين.
[
50
]
```

31 ديسمبر
أصدرت لجنة الصحة لبلدية ووهان إعلانًا عامًا بشأن الوضع.
وأشار ضابط شرطة شهير في منطقة جيانغنينغ، وهو نانجينغ لمختبر BSL-4 لمعهد ووهان للفيروسات عند التعليق على تفشي المرض عن طريق التعبير عن الثقة في قوته التكنولوجية وقدرته على إصلاح الحادث.
ردود الفعل والتدابير خارج الصين القارية
31 ديسمبر 2019
ردا على إعلان سلطة ووهان بشأن «الالتهاب الرئوي لسبب غير معروف»، شددت هونغ كونغ وماكاو وتايوان عمليات الفحص الواردالفور نتيجة لذلك.
```
تم تنبيه المراكز الأمريكية لمكافحة الأمراض والوقاية منها إلى «مجموعة من 27 حالة من حالات الالتهاب الرئوي» غير المبررة في ووهان في 31 ديسمبر 2019.
[
52
]
```